# Jacob ben Machir ibn Tibbon
Jacob ben Machir ibn Tibbon (Marsiglia, 1236 – Montpellier, 1304) è stato un astronomo, medico e traduttore francese di religione ebraica.

## Biografia
Jacob ben Machir ibn Tibbon, meglio conosciuto in Provenza come Don Profiat Tibbon e latinizzato Profatius Judæus, nato probabilmente a Marsiglia, fu un astronomo di grande prestigio. Fu inoltre, secondo il medico francese Jean Astruc, dirigente della facoltà di Medicina dell'Università di Montpellier.
Partecipò alla controversia intorno agli scritti di Mosè Maimonide, avendo saputo da suo cugino Judah ben Moses ibn Tibbon, rabbino di Montpellier, che i denigratori di Maimonide disprezzavano anche il loro nonno Samuel ibn Tibbon che aveva tradotto le sue opere. Jacob difese a spada tratta la scienza contro gli attacchi di Abba Mari e i suoi sostenitori. L'atteggiamento energico della Comunità di Montpellier fu dovuto alla sua influenza, oltre che a quella di suo cugino. Protestò contro la lettura della lettera del rabbino Shlomo ben Aderet alla Comunità di Montpellier, che gettava l'anatema su chiunque avesse studiato filosofia. Comunque la lettura ebbe luogo presso la sinagoga di Montpellier il giorno seguente, un sabato del mese di Elul del 1304. Jacob ibn Tibbon morì qualche mese più tardi.

## Opere
Jacob ibn Tibbon deve la sua fama a una serie di traduzioni in ebraico prima di tutto di opere scientifiche, però anche di opere filosofiche. Ma soprattutto per due lavori originali di astronomia, più volte tradotti in latino, e utilizzati da astronomi del calibro di Niccolò Copernico, Erasmus Reinhold e Cristoforo Clavio.

### Astronomia
- Una descrizione dello strumento astronomico chiamato quadrante. Il trattato, in sedici capitoli dei quali l'ultimo fornisce indicazioni sulla costruzione dello strumento, è oggi conservato a Parigi presso la Biblioteca nazionale di Francia (MS. n° 1054).
- Delle tavole astronomiche, presentate il 1º marzo 1300, studiate nella prospettiva dell'elaborazione di un almanacco universale, delle quali il manoscritto è custodito presso la Bayerische Staatsbibliothek di Monaco di Baviera (Munich n° 343, 26).

### Traduzioni
- Gli Elementi di Euclide, in quindici capitoli.